# 北太平洋海流
北太平洋海流（きたたいへいようかいりゅう、英: North Pacific Current）とは黒潮につながる海流の総称。幅は広いが流速は小さく、大体北緯30から40度、東経160から西経150度の範囲に存在するが、その中にはいくつかの流帯や大小さまざまの渦流があって、流れの模様は複雑である。また、この海流系からはいくつかの分派が南西に流れ出すので西経150度付近における流量は日本近海の黒潮の流量よりかなり小さい。なお、この海流の続きはアメリカ大陸沿岸には到達せず、カリフォルニア海流の流れる沖合いで南下する。